# Bäveravan
Bäveravan är en sjö i Lycksele kommun i Lappland och ingår i Öreälvens huvudavrinningsområde. Sjön har en area på 0,212 kvadratkilometer och ligger 267,4 meter över havet. Bäveravan ligger i Öreälven Natura 2000-område. Sjön avvattnas av vattendraget Öreälven (Örån).

## Delavrinningsområde
Bäveravan ingår i det delavrinningsområde (716041-162113) som SMHI kallar för Utloppet av Bäveravan. Medelhöjden är 273 meter över havet och ytan är 0,82 kvadratkilometer. Räknas de 66 avrinningsområdena uppströms in blir den ackumulerade arean 1 033,39 kvadratkilometer. Avrinningsområdets utflöde Öreälven (Örån) mynnar i havet. Avrinningsområdet består mestadels av skog (73 procent). Avrinningsområdet har 0,21 kvadratkilometer vattenytor vilket ger det en sjöprocent på 25,6 procent.